# Todo el amor
Todo el amor es el vigésimo quinto álbum oficial en estudio del cantautor chileno Ángel Parra como solista. Fue lanzado originalmente en Chile en 1993, todas sus canciones fueron compuestas por Ángel, y en su interpretación colaboran los integrantes de Los Tres Álvaro Henríquez, Roberto "Titae" Lindl y su hijo Ángel Parra (hijo), además de su otra hija Javiera Parra, su sobrina Tita Parra y Pedro Greené, quienes incorporan en el disco instrumentos musicales electrónicos, muy poco frecuentes en la discografía de Ángel.

## Lista de canciones
Toda la música compuesta por Ángel Parra, salvo que se indique lo contrario. 
| Lado A |                           |              |          |  |
| N.º    | Título                    | Letras       | Duración |  |
| 1.     | «Violetita»               |              | 2:37     |  |
| 2.     | «Rigoberta Menchú»        |              | 3:22     |  |
| 3.     | «Para mi corazón»         | Pablo Neruda | 4:29     |  |
| 4.     | «Camarón de la Isla»      |              | 4:39     |  |
| 5.     | «Mirando mirar la mar»    |              | 3:24     |  |
| 6.     | «Si no fuera por tu amor» |              | 2:50     |  |
| 7.     | «Se justifica mi vida»    |              | 3:22     |  |
| 24:43  |                           |              |          |  |

| Lado B |                             |              |          |  |
| N.º    | Título                      | Letras       | Duración |  |
| 8.     | «Deja»                      |              | 3:35     |  |
| 9.     | «Ilusión»                   |              | 2:45     |  |
| 10.    | «Mejor será»                |              | 3:41     |  |
| 11.    | «En mi cielo al crepúsculo» | Pablo Neruda | 3:36     |  |
| 12.    | «Tarjetas postales»         |              | 3:58     |  |
| 13.    | «Huararé»                   |              | 6:43     |  |
| 24:18  |                             |              |          |  |

## Créditos[2]
- Ángel Parra: voz y guitarra
- Ángel Parra (hijo): guitarras acústica y eléctrica; arreglos
- Roberto Lindl: contrabajo
- Pedro Greené: percusiones
- Javiera Parra, Tita Parra, Álvaro Henríquez: coros
- Julio Saravia: ingeniero de sonido, mezcla
- Jorge Manzano: asistente
- Miguel Opazo: fotografía cubierta
- Hugo Cisternas: diagramación
- Carlos Necochea: dirección y producción general